# Aleksandr Nesis
Aleksandr Natanovitj Nesis (ryska: Александр Натанович Несис), född 19 december 1962, är en rysk företagsledare som är grundare, styrelseordförande och VD för riskkapitalbolaget Gruppa IST. 
Nesis avlade en kandidatexamen i radiokemi vid Leningradskij Technologitjeskij Universitet IM. Lensoveta. Han har nära kopplingar till oligarkerna Sulejman Kerimov och Filaret Galtjev. Den amerikanska ekonomitidskriften Forbes rankar Nesis som världens 1 228:e rikaste med en förmögenhet på $1,8 miljarder för den 27 oktober 2018.
Han äger superyachten Romea.